# マックスバリュ北東北
マックスバリュ北東北株式会社（マックスバリュきたとうほく）は岩手県にマックスバリュを展開していたイオングループのスーパーマーケットである。本社は岩手県盛岡市に所在していた。

## 概要
イオンリテールが総合スーパー事業に特化するのに伴い、岩手県内7店舗のマックスバリュを運営するために設立された地域子会社である。なおマックスバリュ北東北の発足の時点で、岩手県内にはマックスバリュ東北（現・イオン東北）が運営する「マックスバリュ北上店」（北上市、イオンタウン北上内）も所在していたが、これはマックスバリュ北東北には移管されず、引き続きマックスバリュ東北が運営にあたる。
今まではマックスバリュ事業本部の方針により店舗運営や商品の仕入れなどを行っていたが、分社化することにより、地域密着型の運営ができるようになった。なお本社オフィスは盛岡市内のイオンスーパーセンターと同じ場所に置かれていた。
岩手県はマックスバリュ業態発祥の地であり、第1号店である「マックスバリュ江刺店
」は当社解散後の2019年1月31日まで営業を続けた。
江刺店、西根店、紫波店はホーマックとの共同運営によるショッピングモール、江刺ツインプラザ（現・イオンタウン江刺）、西根ツインプラザ、紫波ショッピングセンター（現・イオンタウン紫波）の核店舗として、矢巾店はホーマックと矢巾商業開発との共同運営による矢巾ショッピングセンターの核店舗として、花巻店はオリックスが運営する花巻ツインプラザの核店舗としてオープンしたものである。盛岡駅前北通店には専門店街が併設されている。
2014年3月1日に同じグループ会社のマックスバリュ東北（現・イオン東北）に合併されて解散した為、当社は4年余りで法人としての機能を終えた。

## 沿革

### 前史
- 1994年（平成6年）10月28日 - 「マックスバリュー江刺店」（現在のマックスバリュ江刺店）がオープン[2]。
- 1995年（平成7年）
  - 9月7日 - 「マックスバリュー花巻店」（現在のマックスバリュ花巻店）がオープン[3]。
  - 11月2日 - 「マックスバリュー西根店」（現在のマックスバリュ西根店）がオープン[3]。
- 1996年（平成8年）12月4日 - 「マックスバリュー矢巾店」（現在のマックスバリュ矢巾店）がオープン[3]。
- 1998年（平成10年）7月25日 - 「マックスバリュ紫波店」がオープン[4]。
- 2003年（平成15年）7月21日 - 「マックスバリュ盛岡駅前北通店」がオープン。
- 2004年（平成16年）10月30日 - 「マックスバリュ盛岡津志田店」がオープン。

### マックスバリュ北東北の発足準備から解散まで
- 2009年（平成21年）
  - 9月18日 - イオンリテールマックスバリュ事業本部東北営業部が北東北営業部と南東北営業部に分割再編される。
  - 12月4日 - マックスバリュ北東北が設立。
- 2012年（平成24年）7月10日 - 「マックスバリュ盛岡中屋敷店」がオープン[5]（MV北東北設立後初の新店舗）。
- 2013年（平成25年）12月14日 - 「マックスバリュ石鳥谷店」がオープン。同年11月7日にマックスバリュ東北との合併を発表しているため、マックスバリュ北東北が新規出店する店舗はこの店舗が最後となる。
- 2014年（平成26年）3月1日 - マックスバリュ東北に吸収合併され解散。当社が営業していた店舗はすべてマックスバリュ東北の店舗となり、岩手県内の営業エリアが統一された。

## 歴代社長
| 代 | 氏名     | 期間                   | 旧職                                                | 新職                                      |
| -- | -------- | ---------------------- | --------------------------------------------------- | ----------------------------------------- |
| 1  | 内田和明 | 2009年12月 - 2013年5月 | イオンリテール マックスバリュ事業本部北東北事業部長 | マックスバリュ東北 代表取締役社長         |
| 2  | 加藤久誠 | 2013年5月 - 2014年2月  | マックスバリュ東北 常務取締役営業・開発担当         | マックスバリュ東北 営業本部長兼開発本部長 |

## 店舗

### マックスバリュ
イオングループが国内外で展開する食品を中心としたスーパーマーケット。当社は以前からマックスバリュ東北が運営する北上店を除く岩手県内9店舗を運営していた。現在は全店舗がイオン東北（旧・マックスバリュ東北）の運営で、上記の江刺店を除く8店舗が営業を継続している。